# 自由のフライ

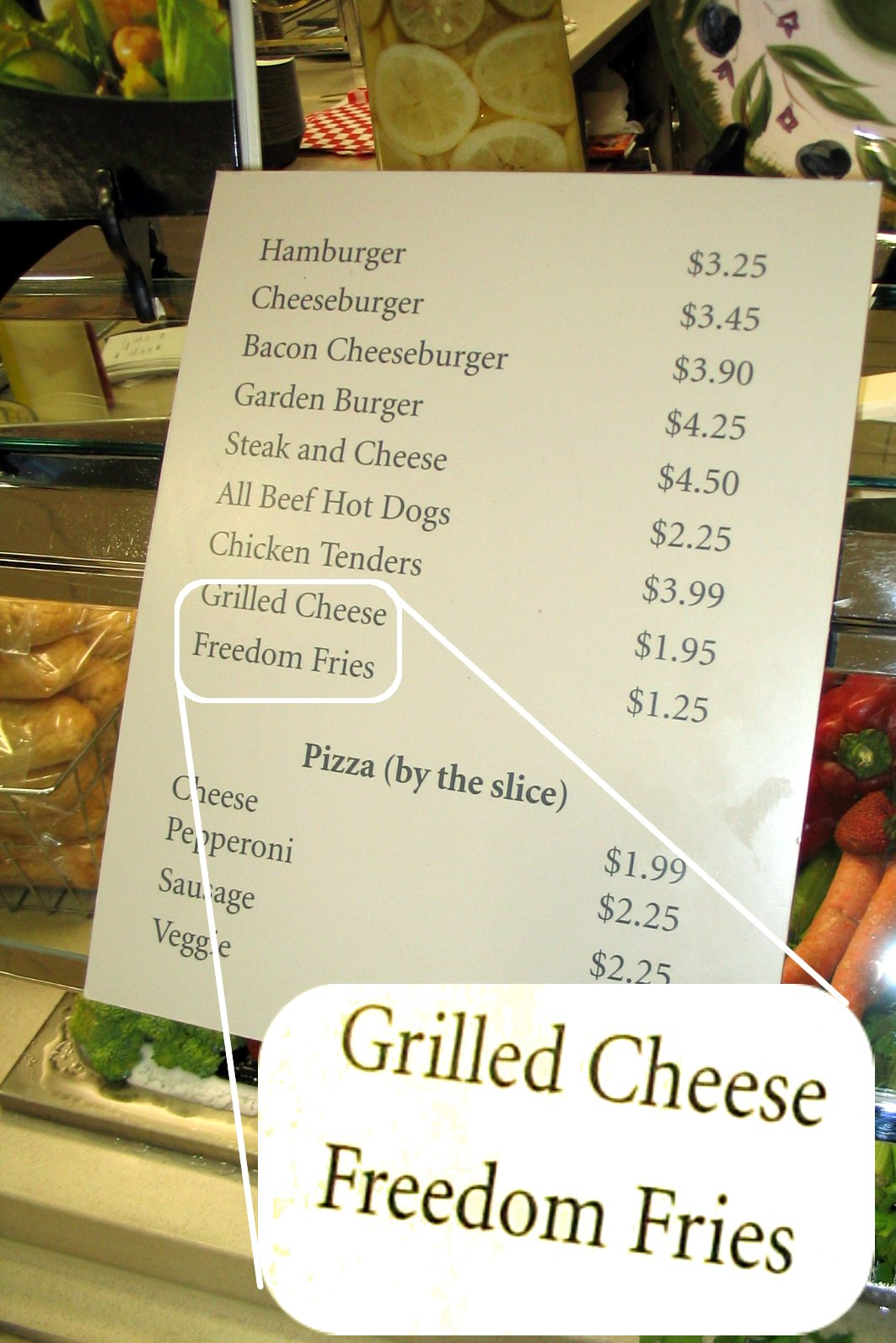
「自由のフライ」を掲載した米国下院カフェテリアのメニュー

自由のフライ、フリーダムフライ（英語: freedom fries）は、2003年頃にアメリカ合衆国で一時期流行ったフライドポテトの別名。米国ではフライドポテトをフレンチフライ（French fries 「たっぷりの油で揚げたフライ」の意）というが、フランスがイラク戦争への加担を拒否したため、これに腹を立てた一部の米国民が不買運動などの反仏活動を行い、その一環としてフレンチフライドポテトを「自由のフライ」と言い換えた。

## 起源
「自由のフライ」の言い換え運動は、ノースカロライナ州ボーフォートの「カビーズ」（Cubbie's）というレストランを経営するニール・ローランド（Neal Rowland）によって始められた。これは第一次世界大戦中に「ドイツ風の」（German）という形容詞が「自由の」（liberty）に呼び換えられた例にならった（後述）ものだった。ローランドは2007年3月に「自由のフライ」を商標登録した。

## 議会
2003年3月11日にロバート・ウィリアム・ナイ下院議員（オハイオ州選出、共和党）とウォルター・ビーマン・ジョーンズ・ジュニア下院議員（ノースカロライナ州選出、共和党）が下院で運営されているカフェテリアのメニューからフレンチフライ、フレンチトーストの名前を取り除くと発言し、フレンチフライでなく「自由のフライ」という名前で注文することになった。この措置は議員の投票や審議によらず食堂の経営を管轄する下院運営委員会 (Committee on House Administration) の委員長であるナイの決定でなされた。またフレンチトーストも「自由のトースト」 (freedom toast) と改称された。
ナイ議員の発表ではこの措置はフランスに対する象徴的な不満の表明であるとされ、インターネット、eメールやCNN、FOXなどのニュース報道で盛んに取り上げられた。駐米フランス大使館では「フライドポテトはベルギー発祥の料理である」「...とても深刻な問題に面しているとても深刻なときであり、私たちは（アメリカ人が）ジャガイモにつける名前に注意を払ってはいない」と述べたぐらいで特にコメントをせず、また批判派がフレンチとは「フランス風に調理した」という意味であろうという誤認説を出した。
マサチューセッツ州選出のバーニー・フランク下院議員（民主党）は、「（改称のせいで）議会がいつもより余計にバカみたいに聞こえる」とコメントした。ニューヨーク州選出のホセ・セラーノ下院議員（民主党）は、「くだらないことを騒ぎたてている」とコメントし、議員たちにもっと喫緊の課題に集中するよう訴えた。カリフォルニア州サンタクルーズのザ・サターン・カフェ（The Saturn Cafe）は、改称に抗議してフレンチフライを「ジョージ・W・ブッシュを弾劾せよフライ」（"Impeach George W. Bush fries"）に改称した。

## 他の単語
フレンチ・プードル、フレンチホルンなど他にフレンチとつく単語は言い換えられなかった。またマスタード製造業のフレンチ社 (French's) の親会社レキットベンキーザーがこの騒動でフレンチは創業者の苗字によるものであるから関係なく、反米的なのではないと釈明した。

## 終息
2005年のギャラップ社の世論調査では、調査対象者の66％がフレンチフライとフレンチトーストの改称について「馬鹿げていた」と回答した。改称は愛国的だったと回答した対象者は全体の33％で、1％が無意見と回答した。同年ウォルター・ジョーンズが反イラク戦争派に転向し自由のフライについて「起こらなければよかった」と述べ、2006年11月3日にジャック・エイブラモフによるインディアン・カジノに関するロビーイングスキャンダル (Jack Abramoff Indian lobbying scandal) に起因してナイが引責辞職をするなど提唱者がいなくなりブームは完全に終息した。しかし、タカ派の発言で知られるカントリー・ミュージック歌手トビー・キースが経営するレストランチェーン「トビー・キースのアイ・ラブ・ディス・バー・アンド・グリル」では2017年4月にまだ「自由のフライ」が注文できた。

## 同種の言い換え

### 米国
アメリカでの言い換えはこれが初めてではない。第一次世界大戦の時には、敵国ドイツに対する反ドイツ感情に連動した運動として言い換えが行われ、ザワークラウトが「自由のキャベツ」（liberty cabbage）、ダックスフントが「自由の小犬」（liberty pups）、ハンバーガーが「自由のステーキ」（liberty steaks）になり、さらに風疹（英語ではGerman measleつまりドイツ麻疹という）さえも「自由の麻疹」（liberty measles）と呼ばれた。自由のフライはこの時の言い換えに倣っている。
1941年、親ナチス・ドイツであったフランスのヴィシー政権に反対するアメリカ人のシェフ達が、ヴィシソワーズを「クレーム・ゴロワーズ」（Crème Gauloise、ガリア風クリームスープの意。この場合のガリアはフランスを指す）に改名しようとしたが、この名称は定着しなかった。

### 他国
スペイン
フランシスコ・フランコが勢力を握ると“filete ruso”（ロシア風ヒレ肉）が“filete imperial”（帝国ヒレ肉）になり、 “ensaladilla rusa”（ロシアサラダ）が“ensaladilla nacional”（国風サラダ）に言い換えられた。
ギリシア
1960年代にトルコとの緊張が高まると、“Turkikos kafes”（トルココーヒー）が“Ellinikos kafes”（ギリシアコーヒー）と呼ばれるようになった。
トルコ
反共思想からロシアサラダがアメリカンサラダになった。
ニュージーランド
- 1995年9月にフランスが太平洋、ムルロア環礁で核実験を行うとフランスパンをキーウィパンと言い換える店が現れた。また米国のように大きくは報道されなかったが家族経営の小さい食堂でフレンチフライをキーウィフライ（あるいはただの「フライ」）と言い換えるところもあった。ニュージーランドではフライドポテトのことをフライとも呼ぶが、多くはイギリス式のチップス ("chips") を用いる。
- キーウィフルーツはニュージーランドで国鳥とされているキーウィにちなむが、これは最初（1959年）にキーウィフルーツを商業化したニュージーランドの貿易商であるターナーズ・アンド・グローワーズ社 (Turners and Growers) の販売戦略による命名である。それ以前は中国セイヨウスグリ（“Chinese gooseberry”、キーウィフルーツは中国原産である）と呼ばれていたが冷戦下では共産圏である中国の名前で売ると西側諸国に受けが悪いと考えてキーウィフルーツと名前を変えて販売した。その後次第に浸透し1974年には正式の品名になった。

ロシア
第一次世界大戦のときにドイツ風の名称であるサンクトペテルブルクがペトログラードと言い換えられた。
イギリス
第一次世界大戦のときに ジャーマン・シェパード犬がアルセイシアン (Alsatian、「アルザス種」の意) 、ドイツ・ビスケット (German biscuits) が帝国ビスケット (Empire biscuit) と言い換えられた。第二次大戦後のチェコスロバキアでも似たような改名があった。また1917年にジョージ5世が王家の家名サクス＝コバーグ＝ゴータ家をウィンザー家と改称した。
フランス
第一次世界大戦のときにホイップクリームを入れたコーヒーの呼称であるウィンナ・コーヒー（Café Viennois、「ウィーンのコーヒー」）がリエージュ・コーヒー (Café Liégeois) と言い換えられた。アイスクリームのフレーバーでは、現在もこの言いかえが用いられることがある (chocolat liégeois，café liegeois)。
カナダ
第一次世界大戦のときにオンタリオ州にあるベルリン市がキッチェナーと改名された。
ドイツ
第一次世界大戦の1915年にイタリアが参戦するとベルリンのレストランでイタリアンサラダがメニューから消えた。
日本
敵性語を参照のこと。ちなみに日本では「フレンチフライ」より「フライドポテト」または「ポテトフライ」と呼ぶことが主流なため、メニューで「フレンチフライ」と言っても通じない事が多い。
イラン
2006年のムハンマド風刺漫画掲載問題を受け、イラン国内のイスラム系団体がデニッシュ（شیرینی دانمارکی、「デンマークのペイストリー」）の改名を訴えた。イランの菓子職人組合が「ムハンマドの花」（گل محمدی）という新名称を提案したが、個々の店舗では必ずしも遵守されなかった 。
オーストラリア